# 66
66 (LXVI) var ett normalår som började en onsdag i den julianska kalendern.

## Händelser

### September
- 22 september – Kejsar Nero skapar legionen I Italica.

### Okänt datum
- Seloterna tar Jerusalem och sikarierna erövrar fästningen Masada under det judiska upproret mot romerska riket.
- Legaten över Syrien Cestius Gallus försöker kväsa det judiska upproret.
- Den romerska legionen II Augusta stationeras i Gloucester.
- Suetonius Paullinus blir konsul i Rom.
- Första Timotheosbrevet skrivs (omkring detta år).
- Dioskorides skriver sin De Materia Medica, en avhandling om metodisk behandling av sjukdom genom användandet av medicin.
- Baekje invaderar kungadömet Silla på den koreanska halvön, och erövrar slottet Ugok.
- Halleys komet syns från jorden [1].

## Avlidna
- Petronius, romersk författare (självmord)

### Fotnoter
1. ↑  Så funkar universum, James Muirden